# Armand Marquiset (écrivain)
Pour les articles homonymes, voir Armand Marquiset (homonymie).
 (août 2016).
Si vous disposez d'ouvrages ou d'articles de référence ou si vous connaissez des sites web de qualité traitant du thème abordé ici, merci de compléter l'article en donnant les références utiles à sa vérifiabilité et en les liant à la section « Notes et références ».
Armand Marquiset (1797-1859) est un écrivain franc-comtois.
Il est haut fonctionnaire sous la Restauration et le gouvernement de Juillet (nommé sous-préfet de Dôle en 1830).
Il a comme fils le député Gaston Marquiset.

## Œuvres
- Statistique historique de l'arrondissement de Dôle, Besançon, 1841. (critique dans L'Art en province, 1839)
- Célébrités franc-comtoises. Peintres. Faustin Besson. , Besançon, 1859.
- À travers ma vie, Souvenirs classés et annotés par le Comte Alfred Marquiset. Paris, Champion, 1904. (critiques dans la Revue des questions historiques et la Revue bleue).